# Mark Korir
Mark Korir (10 gennaio 1985) è un maratoneta keniota.

## Biografia
Tra il 2006 ed il 2009 ha gareggiato negli Stati Uniti nella NCAA, dedicandosi al mezzofondo ed alle corse campestri. In seguito ha iniziato a gareggiare anche su strada, esordendo in mezza maratona nel 2009.
Nel 2015 si è piazzato in ventiduesima posizione con il tempo di 2h21'20" alla maratona dei Mondiali di Pechino.

## Palmarès
| Anno | Manifestazione | Sede    | Evento   | Risultato | Prestazione | Note |
| ---- | -------------- | ------- | -------- | --------- | ----------- | ---- |
| 2015 | Mondiali       | Pechino | Maratona | 22º       | 2h21'20"    |      |

## Altre competizioni internazionali
2009
- Argento alla Mezza maratona di Salvador ( Salvador) - 1h06'27"

2010
- Bronzo alla Mezza maratona di Brasilia ( Brasilia) - 1h05'38"
- 8º alla Corrida Internacional de São Silvestre ( San Paolo), 15 km - 45'59"

2011
- Oro alla Mezza maratona di Rio de Janeiro ( Rio de Janeiro) - 1h01'33"
- Argento alla Corrida Internacional de São Silvestre ( San Paolo), 15 km - 43'58"

2012
- Argento alla Mezza maratona di Azpeitia ( Azpeitia) - 1h01'19"
- Argento alla Mezza maratona di Rio de Janeiro ( Rio de Janeiro) - 1h01'49"
- Oro alla Mezza maratona di Asunción ( Asunción) - 1h03'48"
- Bronzo alla Corrida Internacional de São Silvestre ( San Paolo), 15 km - 44'20"

2013
- Argento alla Maratona di Seul ( Seul) - 2h07'12"
- Argento alla Mezza maratona di Rio de Janeiro ( Rio de Janeiro) - 1h00'49"
- Oro alla Mezza maratona di Foz do Iguaçu ( Foz do Iguaçu) - 1h01'21"
- Bronzo alla Mezza maratona di Azpeitia ( Azpeitia) - 1h02'48"
- Bronzo alla Mezza maratona di Medellín ( Medellín) - 1h05'12"
- Argento alla Corrida Internacional de São Silvestre ( San Paolo), 15 km - 44'09"

2014
- 7º alla Maratona di Seul ( Seul) - 2h10'21"
- 5º alla Maratona di Shanghai ( Shanghai) - 2h11'35"
- 5º alla BIG 25 ( Berlino), 25 km - 1h14'06"
- 4º alla Corrida Internacional de São Silvestre ( San Paolo), 15 km - 45'19"

2015
- Oro alla Maratona di Parigi ( Parigi) - 2h05'49"
- Argento alla Mezza maratona di Parigi ( Parigi) - 1h00'52"

2016
- Oro alla Maratona di Francoforte ( Francoforte sul Meno) - 2h06'48"

2017
- 10º alla Maratona di Francoforte ( Francoforte sul Meno) - 2h12'37"
- Bronzo alla Maratona di Seul ( Seul) - 2h06'05"

2018
- Argento alla Maratona di Seul ( Seul) - 2h07'03"
- 6º alla Maratona di Gyeongju ( Gyeongju) - 2h11'00"

2022
- Argento alla Maratona di Berlino ( Berlino) - 2h05'58"
- 4º alla Maratona di Seul ( Seul) - 2h06'54"